# 아이팟 터치 (7세대)
아이팟 터치(iPod Touch) 7세대는 터치스크린 기반 사용자 인터페이스를 제공하는, 애플이 설계하고 마케팅한 다목적 휴대용 장치이다. 2015년 이후로 아이팟 터치의 첫 주요 업데이트가 되는, 아이팟 터치 (6세대)의 뒤를 잇는다. 2019년 5월 28일 온라인 애플 스토어에서 출시되었다. 2022년 5월 11일 후속작 없이 단종되어 아이팟 시리즈의 끝을 알렸다.

## 기능

### 디자인
7세대 아이팟 터치의 외부 디자인은 전작과 완전히 동일하다.
| 백 컬러 네임    | 전면   | 카메라 링 | 안테나 | 지원 용량             |
| --------------- | ------ | --------- | ------ | --------------------- |
| 스페이스 그레이 | 블랙   | 블랙      | 블랙   | 32 GB, 128 GB, 256 GB |
| 골드            | 화이트 | 골드      | 블랙   | 32 GB, 128 GB, 256 GB |
| 실버            | 화이트 | 실버      | 블랙   | 32 GB, 128 GB, 256 GB |
| 블루            | 화이트 | 실버      | 블랙   | 32 GB, 128 GB, 256 GB |
| 핑크            | 화이트 | 실버      | 블랙   | 32 GB, 128 GB, 256 GB |
| (Product) RED   | 화이트 | 실버      | 블랙   | 32 GB, 128 GB, 256 GB |